# Tug

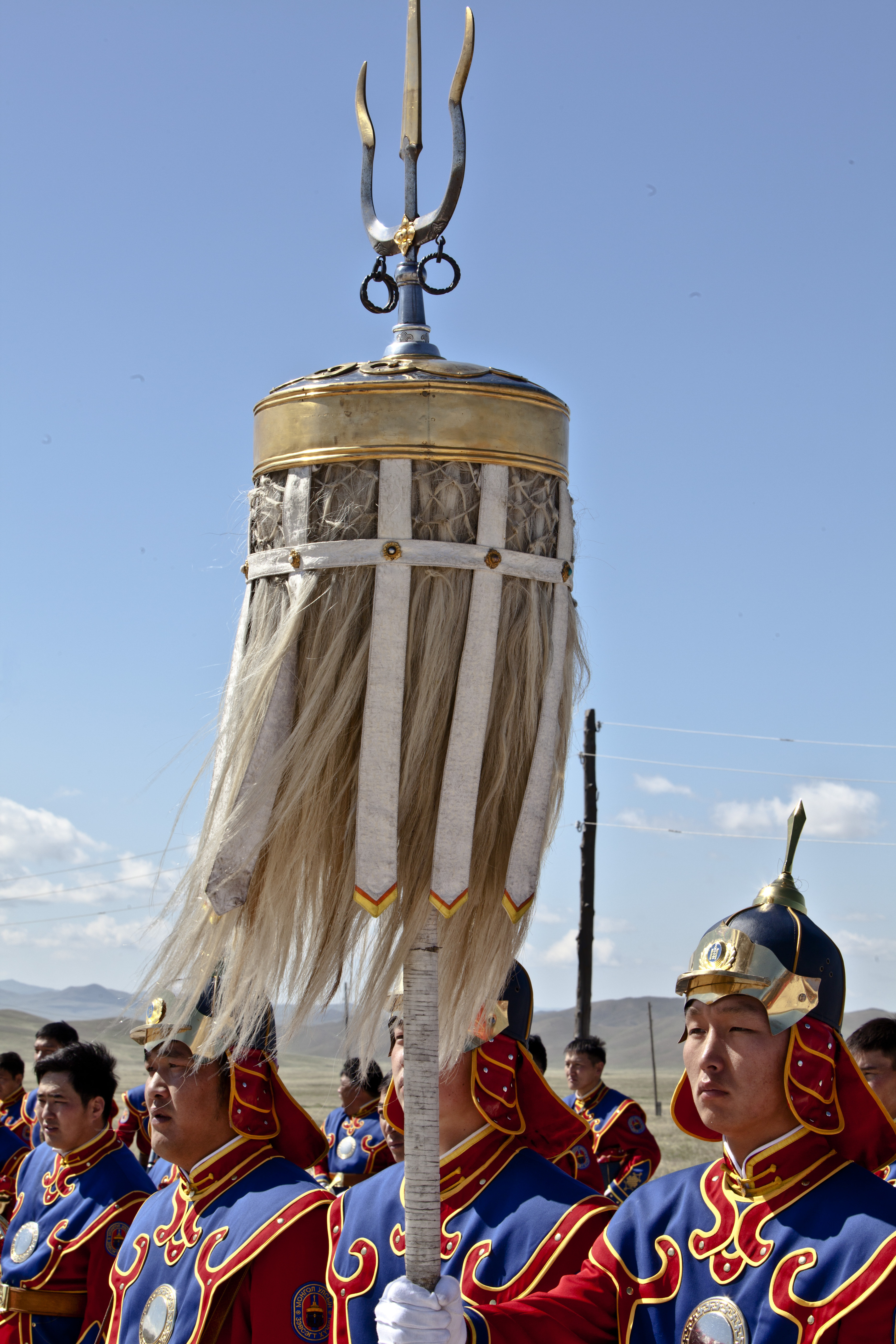
Cờ Tu-khơ Mông Cổ (Cửu sắc kỳ)

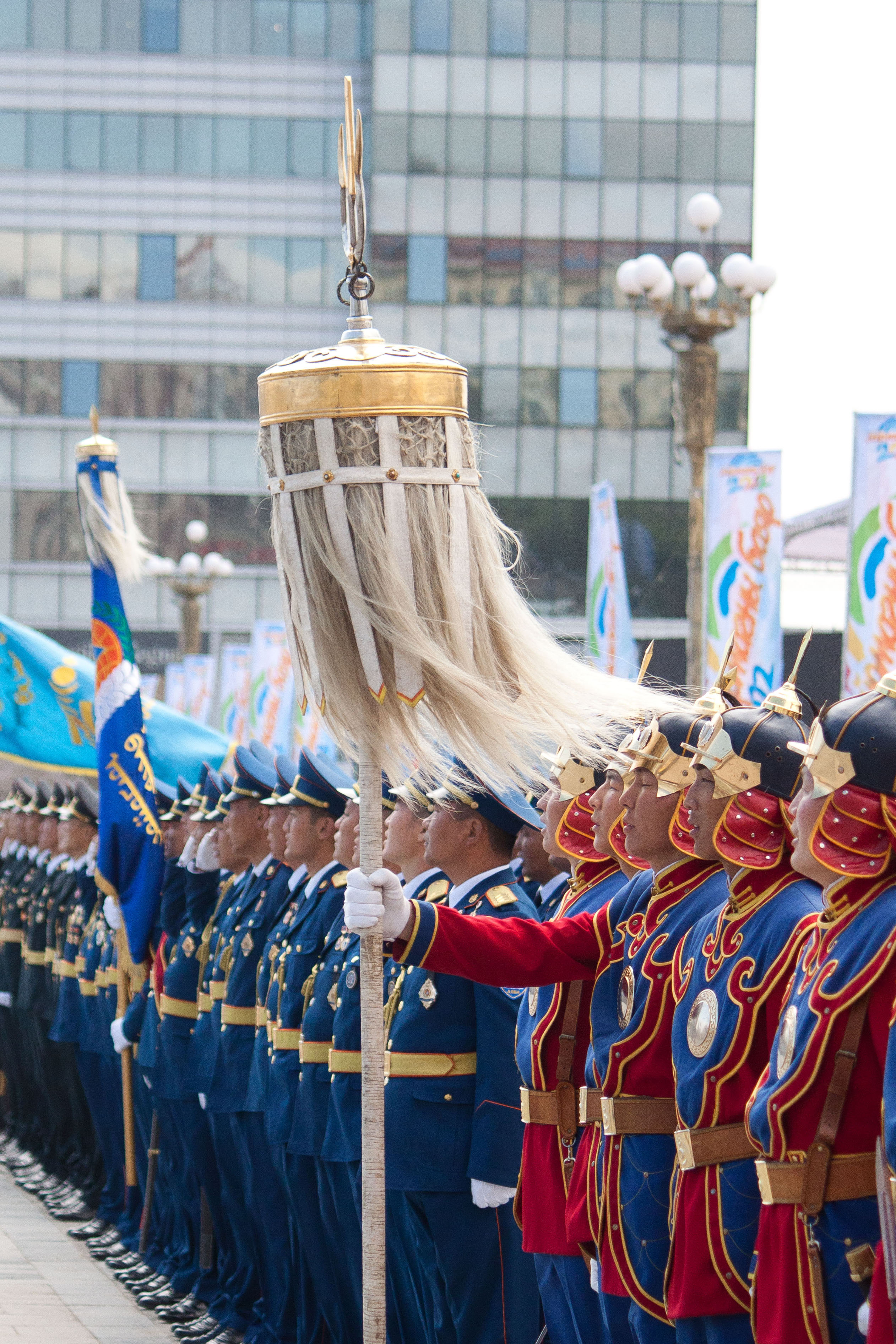
Cờ Tu-khơ Mông Cổ (Cửu Sắc kỳ) ở Quảng trường Su-khê-ba-to

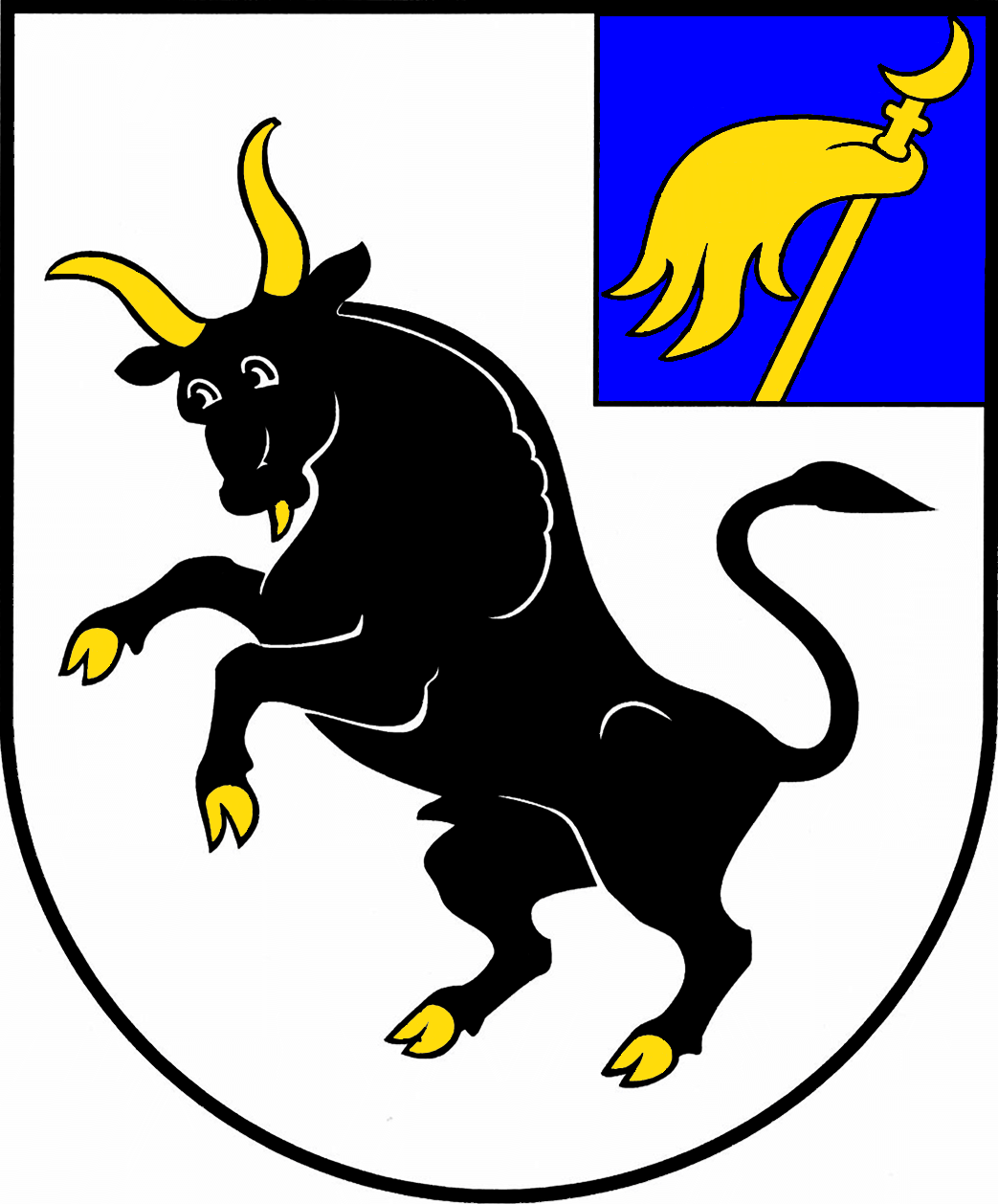
Cờ Tug trên biểu tượng một huy hiệu

Tug (tiếng Mông Cổ: туг, tiếng Thổ Nhĩ Kỳ: tuğ/طوغ ṭuġ/توغ/tuġ) hay còn gọi là Sulde (tiếng Mông Cổ: сүлд/tiếng Tây Tạng: བ་དན) là một loại cờ hiệu (hiệu kỳ) với hình dáng một chiếc cột có lông đuôi ngựa hoặc đuôi bò Yak xếp thành hình tròn với nhiều màu sắc khác nhau được sắp xếp ở trên cùng. Trong lịch sử nó được các bộ lạc gốc Thổ sử dụng làm hiệu kỳ và cả trong thời kỳ của Đế quốc Mông Cổ và sau đó được sử dụng trong các hãn quốc Mông Cổ-Turk (Turco-Mongol). Cờ Tug cũng được Đế chế Ottoman sử dụng. Vào thế kỷ XVII, cờ Tug cũng được kỵ binh Slav sử dụng, dưới cái tên Buncuk (tiếng Ukraina: бунчук, tiếng Ba Lan: buńczuk), phản ánh từ Boncuk gốc Turk. Cờ Tug vẫn được sử dụng bởi một số đơn vị của quân đội Ba Lan.
Hiệu kỳ này cũng được các bộ lạc Mông Cổ sử dụng. Cờ Tug lông trắng (Bạch mao kỳ) được dùng làm biểu tượng thời bình, trong khi đó cờ Tug lông đen (Hắc mao kỳ) là biểu tượng thời chiến trận. Việc sử dụng lông đuôi ngựa mang tính biểu tượng vì con ngựa là trung tâm sinh kế của người Mông Cổ. Điều này tương tự như việc sử dụng lông đuôi ngựa cho cờ Morin khuur. Hiệu kỳ lông trắng ban đầu đã biến mất từ sớm trong lịch sử, nhưng hiệu kỳ lông đen vẫn tồn tại được ngụ ý như là nơi tụ hội hương linh của Thành Cát Tư Hãn. Người Mông Cổ tiếp tục tôn vinh lá cờ Tu-khơ và vị lãnh chúa Zanabazar (1635–1723) đã xây dựng một tu viện với sứ mệnh đặc biệt là tung bay và bảo vệ hắc hiệu kỳ vào thế kỷ XVII. Khoảng năm 1937, hắc hiệu kỳ biến mất trong bối cảnh các cuộc đại thanh trừng của những người theo chủ nghĩa dân tộc, các tu sĩ Phật giáo và giới trí thức, cũng như sự phá hủy các tu viện ở Mông Cổ. Ngày nay ở Mông Cổ thì vào Ngày Tự hào Dân tộc sẽ tổ chức một buổi lễ truyền thống dành cho việc trưng diễn Cửu Sắc kỳ (Nine White Banners).